# Alpha Ethniki 1959/60
De Alpha Ethniki 1959/60 was het eerste seizoen van de hoogste voetbaldivisie in Griekenland. Hiervoor werden er regionale competities gespeeld, waarvan de winnaars elkaar bekampten voor de landstitel. Panathinaikos werd de eerste kampioen.

## Eindstand
| Plaats | Club               | Wed. | W  | G  | V  | Saldo | Ptn. |
| ------ | ------------------ | ---- | -- | -- | -- | ----- | ---- |
| 1.     | Panathinaikos      | 30   | 22 | 5  | 3  | 59:20 | 79   |
| 2.     | AEK Athene         | 30   | 21 | 7  | 2  | 72:27 | 79   |
| 3.     | Olympiakos Piraeus | 30   | 16 | 8  | 6  | 52:24 | 70   |
| 4.     | Apollon Athene     | 30   | 13 | 10 | 7  | 52:33 | 66   |
| 5.     | Panionios          | 30   | 14 | 6  | 10 | 46:31 | 64   |
| 6.     | Doxa Drama         | 30   | 11 | 8  | 11 | 47:41 | 60   |
| 7.     | PAOK Saloniki      | 30   | 10 | 9  | 11 | 32:32 | 59   |
| 8.     | Aris Saloniki      | 30   | 10 | 9  | 11 | 31:35 | 59   |
| 9.     | Iraklis Saloniki   | 30   | 9  | 10 | 11 | 29:34 | 58   |
| 10.    | Proodeftiki        | 30   | 10 | 8  | 12 | 34:36 | 58   |
| 11.    | Apollon Kalamarias | 30   | 7  | 12 | 11 | 31:39 | 56   |
| 12.    | Ethnikos Piraeus   | 30   | 8  | 10 | 12 | 34:46 | 56   |
| 13.    | Panegialios        | 30   | 9  | 7  | 14 | 26:43 | 55   |
| 14.    | Pankorinthiakos    | 30   | 9  | 7  | 14 | 27:45 | 55   |
| 15.    | Megas Alexandros   | 30   | 4  | 9  | 17 | 27:60 | 47   |
| 16.    | AE Nikaia          | 30   | 2  | 5  | 23 | 20:73 | 39   |

|  | Play-off                     |
|  | Degradatie naar Beta Ethniki |

## Play-offs

### Eerste plaats
De winnaar werd landskampioen.
|         |                               |       |            |                                      |
| 31 juli | Panathinaikos                 | 2 – 1 | AEK Athene | Georgios Karaiskákisstadion, Piraeus |
| 31 juli | Panakis 35' Papaemmanouil 48' |       | 14' Ampos  | Georgios Karaiskákisstadion, Piraeus |

### Zevende plaats
PAOK werd zevende door het beter doelsaldo in de competitie. 
|         |               |       |               |                                          |
| 31 juli | PAOK Saloniki | 0 – 0 | Aris Saloniki | Kleanthis Vikelidesstadion, Thessaloniki |
| 31 juli |               |       |               | Kleanthis Vikelidesstadion, Thessaloniki |

### Negende plaats
|         |                   |       |             |  |
| 31 juli | Iraklis Saloniki  | 2 – 0 | Proodeftiki |  |
| 31 juli | Asvestas 35', 82' |       |             |  |

### Dertiende plaats
De verliezer degradeert
|         |                     |       |                 |                                      |
| 30 juli | Panegialios         | 2 – 1 | Pankorinthiakos | Georgios Karaiskákisstadion, Piraeus |
| 30 juli | Sofianos Chaldeakis |       | Adamantidis     | Georgios Karaiskákisstadion, Piraeus |

## Topscorers
| Positie | Speler            | Club               | Goals |
| ------- | ----------------- | ------------------ | ----- |
| 1.      | Kostas Nestoridis | AEK Athene         | 33    |
| 2.      | Jiorgos Kamaras   | Apollon Athene     | 19    |
| 3.      | Jiorgos Ifantis   | Olympiakos Piraeus | 16    |

## Kampioen
| Alpha Ethniki 1959/60             |
| Griekenland                       |
| --------------------------------- |
| PANATHINAIKOS Kampioen (4° titel) |